# Bitwa pod Helike
Bitwa pod Helike – starcie zbrojne, które miało miejsce w roku 228 p.n.e. w trakcie kampanii kartagińskiej w Hiszpanii, zakończone porażką Kartagińczyków i śmiercią ich wodza Hamilkara Barkasa. 
W latach 236–231 p.n.e. Kartagińczycy odnieśli szereg zwycięstw w walkach z Iberami podbijając liczne miejscowe plemiona i zakładając własną prowincję ze stolicą w Akra Leuke. W roku 228 p.n.e. dobra passa Kartagińczyków zakończyła się w trakcie bitwy pod Helike z plemieniem Uretanów. Podczas odwrotu śmierć poniósł dowodzący Kartagińczykami Hamilkar Barkas, który utonął podczas przeprawy w pobliskiej rzece. Według rzymskich źródeł Hamilkar poniósł śmierć z ręki przeciwnika gdy Iberowie zaatakowali Kartagińczyków pędząc przed sobą płonące wozy ciągnięte przez woły. Atak ten wywołał zamieszanie w szeregach wojsk Hamilkara, które rozproszyły się. Iberowie uderzyli na uciekającego przeciwnika, zabijając wielu żołnierzy w tym samego Hamilkara. Po śmierci swego wodza, Kartagińczycy wybrali jego następcą Hasdrubala Pięknego, który po wzmocnieniu swoich sił odniósł szereg zwycięstw nad Iberami w dolinie rzeki Guadiana. 